# Дрифт
Дрифт (транслітерація англ. Drift = «дрифт») — техніка проходження поворотів і вид автоспорту, що характеризуються проходженням поворотів з навмисним зривом провідної осі і прохід у керованому заносі на максимально можливій для утримання на трасі кута швидкості, що вимагають від автомобіля наявності задньої тягово-ковзної осі (можна також виконувати на повному приводі). Здебільшого використання такого заносу є не найшвидшим способом проходження поворотів, але досить ефектним і видовищним, завдяки чому змагання з цього виду автоспорту приваблюють багато глядачів. Змагання повинні проводитися на асфальті або на льоду.
В українській мові також використовується термін «керований занос» і зустрічається слово «дрифтинг».

## Історія виникнення дрифту

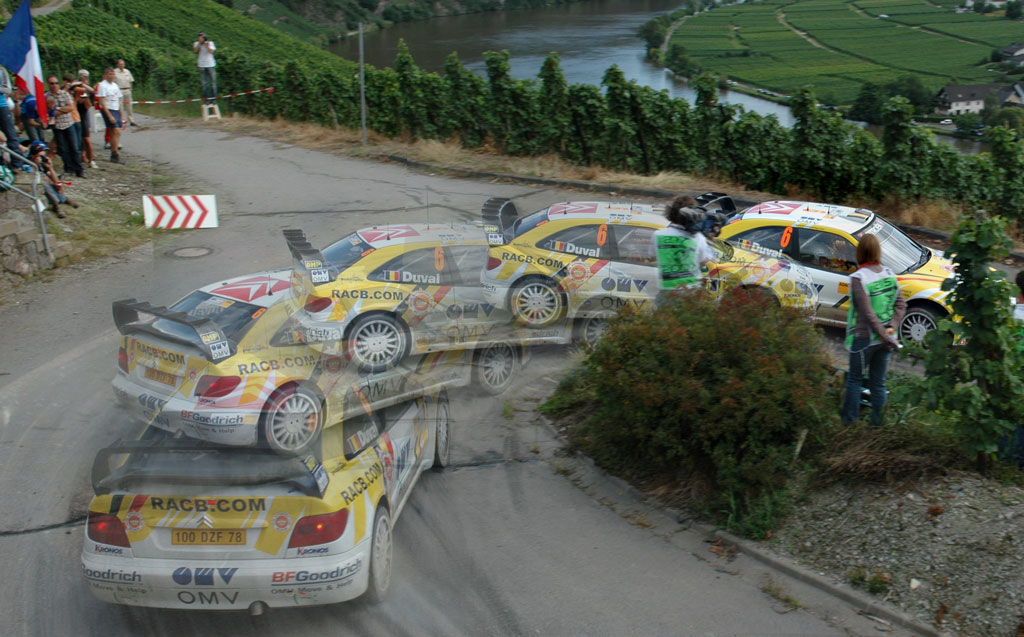
Використання заносу в ралі

Цей спорт зародився в Японії, а згодом отримав широке поширення і в інших країнах. Існує два типи заїздів: одиночні та парні. Переможець зазвичай визначається в декількох заїздах. У одиночних заїздах судді нараховують гонщику певну кількість очок, залежно від швидкості, траєкторії, кута заносу та видовищності заїзду в цілому. У парних заїздах перший учасник повинен проїхати оцінювану ділянку відповідно до завдання (найчастіше по максимально правильній траєкторії), завданням другого учасника є якомога сильніше наблизитися до свого суперника під час руху в заносі, робити синхронні перекладки. Для визначення переможця проводять два заїзди, у другому заїзді правила ті ж, але суперники міняються місцями. Переможцем є той пілот, який проїхав ближче та найкраще у заїзді, де він наздоганяв суперника. Також, якщо обидва заїзди були бездоганними, або кількість помилок обох пілотів сумарно однакова, судді можуть призначити додатковий заїзд, в якому і повинен визначитися переможець.

## Дрифт в Україні
Одним з відомих дрифтерів України є пілот Сагайдак Денис Анатолійович, який здобув 2 кубки за першість у UDC на BMW E36 3XXi "Сімейний корч".
У 2019 році чемпіоном світу з дрифтингу став український автогонщик Іллюк Дмитро Валерійович, який виступає з брендом Monster Energy.
Одним з найперспективніших молодих українських пілотів є Мусієнко Андрій Михайлович, який розпочав кар'єру в 2018 році. Віце чемпіон України. Водіння: Skoda Octavia A5VR6, BMW E30, Toyota Chaser JZX90, Audi RS5 (800hp). Починав виступати на BMW E30 з не досить потужним двигуном M60B40. Дебютував у «UDC 2018», всіх здивував рівнем володіння автомобілем. Учасник змагання «Drift Battle» (Одеса): 1 кваліфікація, 2 місце за підсумками перегонів. Учасник змагання «День Кута 2018»: 2 місце за підсумками перегонів. У підсумку — 3 гонки, з них 2 кубки. Бере участь у змаганнях міжнародного рівня. Виборов І місце в гонках Great Lakes Pro-AM R1&R2 2025, які відбулися 6-7 червня 2025 року на трасі Lake Erie Speedway у штаті Пенсільванія (США).

## Дрифт у культурі
- Подвійний форсаж — фільм, кримінальний бойовик, який розповідає про колишнього поліцейського Браяна О'Коннора, який два роки потому став простим вуличним гонщиком, що ганяє вулицями Маямі.
- Потрійний форсаж: Токійський дрифт — фільм, що повністю присвячений культурі дрифту, в одному з епізодів з'являється сам Кеїті Цутія (рибалка на пристані, котрий каже: «Непогано»).